# Grybla
Grybla (514 m n. m.) je kopec v Benešovské pahorkatině severně od obce Krhanice a také přírodní rezervace na jejím východním svahu, vyhlášená roku 1985. Důvodem ochrany je bukový porost s přirozeným podrostem a obecně ukázky lesních ekosystémů (doubrav), typických pro toto území. Dlouhodobá péče si klade za cíl zachovat zde přírodě blízké lesy, přičemž skladba dřevin by měla odpovídat klimaxovému stadiu. Počítá se i s ochranou biotopů zvláště chráněných druhů, které na území PR žijí. Území přírodní rezervace je tvořeno dvěma plochami, severní a jižní, o celkové rozloze 53,19 ha, spojenými ochranným pásmem. Území spadá do katastru obce Krhanice pod číslem 67436. Grybla (513 m) je nejvyšší vrch Hornopožárského lesa, asi 5 km východně od Jílového u Prahy, v katastrálních územích Krhanice (okres Benešov, sem spadá i vrchol) a Těptín (okres Praha-východ). Poblíž vrcholu lze nalézt zbytky tvrziště. Na jižním svahu skloněném k Sázavě se na rozloze více než 1 km² nachází stejnojmenná rezervace s roztroušenými skalami, osamělými balvany často porostlými mechem a s chráněným lesním porostem s buky a duby. Vrchol Grybly je zalesněný a není přístupný po žádné cestě, terén směrem na jih k Panské skále je navíc rovinatý, proto není snadné vrchol nalézt. Uprostřed rezervace leží Panská skála s vyhlídkou k jihu a jihovýchodu (Týnec nad Sázavou, Neštětická hora), částečně zakrytou stromy. Poblíž Panské skály je křižovatka turistických značených cest, především do Kamenice, Jílového a Týnce nad Sázavou.

## Historie
Na území PR nebyly nalezeny stopy pravěkého osídlení. První výrazné zásahy do krajiny se předpokládají ve středověku, kdy se tu mělo těžit dřevo pro energetické účely, zejména pro účely těžby zlata v nedalekém Jílovém u Prahy. Ve skladbě dřevin tehdy silně převažoval buk a dub a toto dřevo se jako palivové dříví výborně hodilo. Další zásah přišel s plánovaným lesním hospodářstvím, kdy se vytěžená místa osazovala smrkem a borovicí. K zalesňování se používaly smrk, borovice a modřín (jehličnaté) a olše, bříza a dub (listnaté). Od některých dřevin, jako např. buk či jedle se očekával přirozený nálet, přesto se i tyto dřeviny vysazovaly v prořídlých porostech. Za Rakouska-Uherska se semena rostlin od r. 1875 nakupovala u zahraničních firem, hlavně z Rakouska či Dánska.

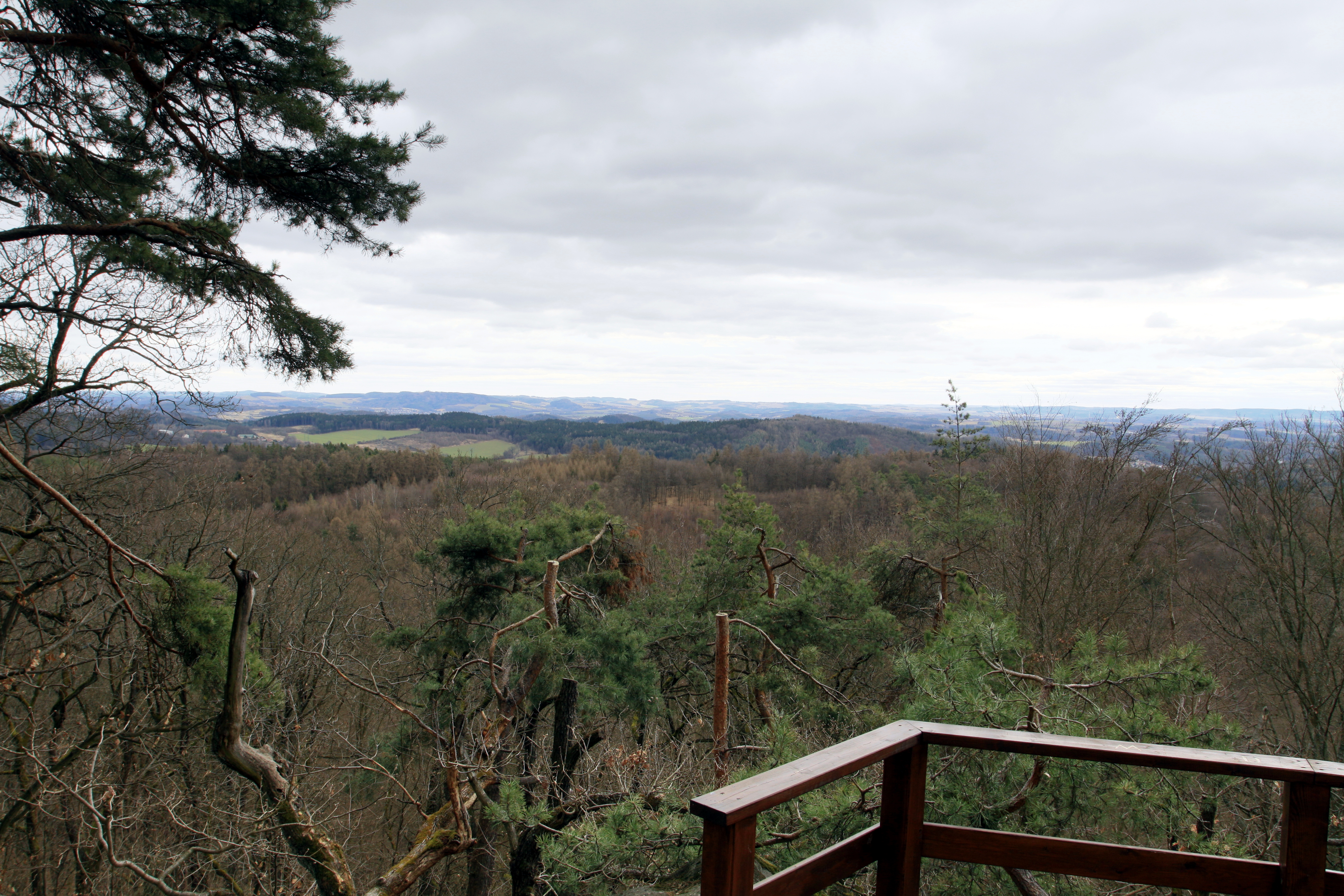
Pohled z vyhlídky Panská skála

I přesto, že byla velká část území nenávratně přeměněna, podařilo se i přes masovou výsadbu nepůvodních dřevin uchovat fragmenty původního bukového lesa, jejichž přírodních kvalit si začalo postupem času všímat stále více přírodovědců. První, kdo upozornil na to, že tato lokalita je z ochranářského hlediska významná, byl učitel původem z Prahy P. Kocourek, který toto území navrhl k ochraně už v roce 1974 a o rok později sepsal první souhrnnou zprávu o přírodovědných hodnotách území. Mimo jiné navrhl k ochraně také Čížov (Benešov), Vápencové lomy u Čerčan (Benešov) nebo Přílepskou skálu (Rakovník).
V roce 1974 zde provedl V. Ložek výzkum měkkýšů, v roce 1979 provedla M. Molíková botanickou inventarizaci a zákres biotopů a v roce 1984 zpracoval F. Okáč lesnickou inventarizaci území. Přírodní rezervace byla vyhlášena 6. prosince 1985.

## Předmět ochrany
Předmětem ochrany je bukový porost s přirozeným podrostem. Skalní útvary a balvany, roztroušené po území, mají nespornou estetickou hodnotu, ale předmětem ochrany nejsou. Z dlouhodobého hlediska je snaha zachovat území (les) jakožto ukázku původního regionálního biotopu se skladbou dřevin blízkou klimaxovému stadiu, zachovat biotopy zvláště chráněných druhů a uchovat je pro budoucí vědecké a studijní účely v lesním hospodářství.

## Přírodní poměry

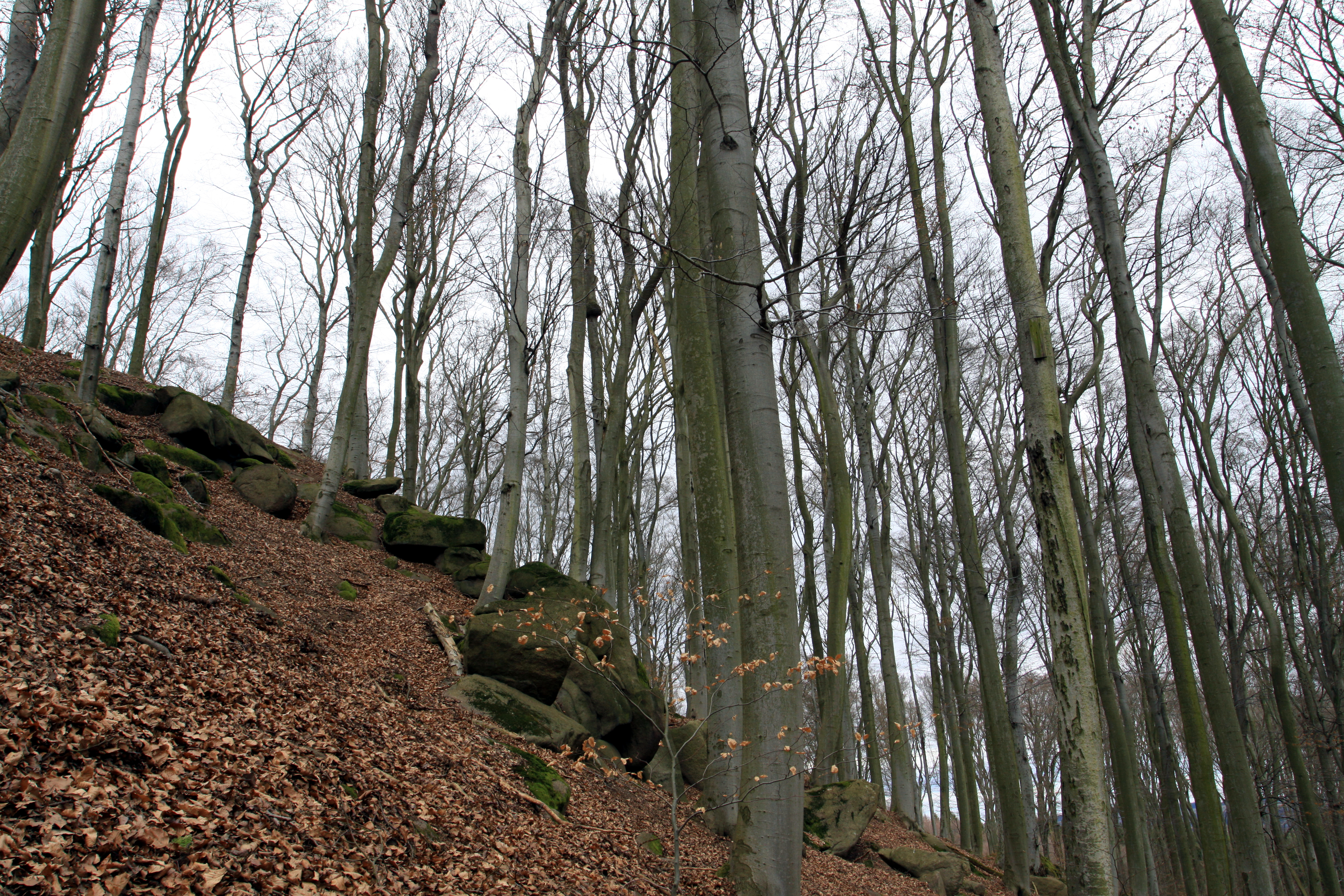
V blízkosti vrcholu se nachází odhalené horninové podloží

### Geologie a pedologie
Geologické podloží tvoří žula středočeského plutonu, na mnoha místech vystupuje až na povrch, proto zde najdeme mnoho roztroušených balvanů a skalek. Po celém území se nacházejí strže a rokle. Většinu půd tvoří lesní hnědé půdy, s kyselým charakterem, díky žulovému podloží, na některých místech najdeme ostrůvky rankerů nebo glejů.

### Flóra

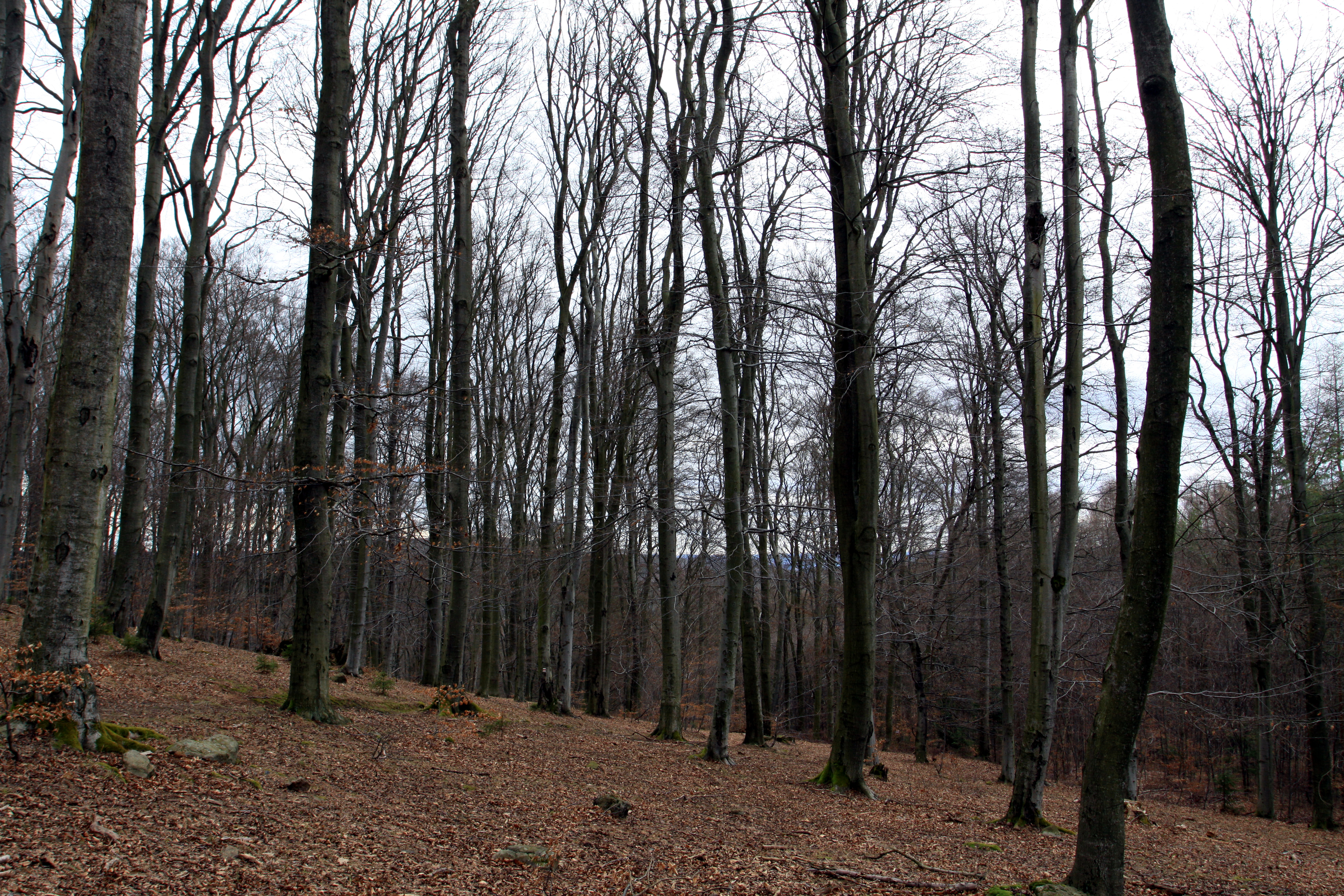
Bučiny na lokalitě

Největší plochu zabírají acidofilní bučiny. V oblasti kolem vrchu Grybla, kde je stromový porost podstatně starší než u Panské skály, roste především buk lesní (Fagus Sylvatica) a habr obecný (Carpinus betulus), v podrostu najdeme kyčelnici cibulkonosnou (Dentaria bulbifera), pstroček dvoulistý (Majanthemum bifolium), biku hajní (Luzula luzuloides) z kapradin papratku samičí (Athyrium filix-femina) či osladič obecný (Polypodium vulgare) a z travin metličku křivolakou (Avenella flexuosa) a lipnici hajní (Poa nemoralis). V oblasti kolem Panské skály je různorodější porost. Mimo buk a habr se zde vyskytují javor klen (Acer pseudoplatanus), lípa srdčitá (Tilia cordata), dub zimní (Quercus petrea) či jilm drsný (Ulmus glabra). Podrost tvoří čarovník pařížský (Circaes lutetiana), strdivka nicí (Melica nutans), svízel vonný (Galium odoratum), věsenka nachová (Prenanthes purpurea), samorostlík klasnatý (Actea spicata), bažanka vytrvalá (Mercurialis perennis), žindava evropská (Sanicula europaea) a na jaře i sasanka hajní (Anemone nemorosa). Ve střední části území je bohaté keřové a bylinné patro, zejména na vrcholech a horních částech svahů. Najdeme tu borůvku (Vaccinum Myrtillus), konvalinku vonnou (Convallaria majalis), jeřáb ptačí (Sorbus aucuparia), smolničku obecnou (Viscaria vulgaris), kručinku německou (Genista germanica), kostřavu ovčí (Festuca ovina), medovník meduňkolistý (Mellitis melissophyllum), řimbabu chocholičnatou (Pyrethrum corymbosum), diviznu černou (Verbascum nigrum), bělozářku větevnatou (Anthericum ramosum) či náprstník velkokvětý (Digitalis grandiflora). Na celém území bylo dohromady objeveno 40 druhů mechů, které jsou nejvíc vázány na žulové balvany, které obrůstají. K nejrozšířenějším druhům patří dvouhroteček různotvárný (Dicranella heteromalla), rokyt cypřišovitý (Hypnum cupressiforme), bezvláska vlnkatá (Atrichum undulatum), dvouhrotec chvostnatý (Dicranum scoparium) a ploník obecný (Polytrichum commune), dále se vyskytují i epifytické druhy jako např. sobík chlumní (Orthodicranum montanum) či baňatka aksamitová (Brachythecium velutinum). V místech, kde je malé zastínění, např. na lesních pasekách, rostou druhy jako ostružiník (Rubus fruticosus), třezalka chlupatá (Hypericum hirsutum), třtina výběžkatá (Calamagrostis epigeios), starček lepkavý (Senecio viscosus), černýš lesní (Melampyrum sylvaticum) nebo krtičník hlíznatý (Scrophularia nodosa). Z uměle vysazených dřevin tu rostou smrk ztepilý (Picea abies), borovice lesní (Pinus silvestris) nebo modřín opadavý (Larix decidua). Jiná společenstva se vyskytují ještě podél potočních niv, především kolem Panského potoka a jeho pramene. Přirozeně se zde vyskytuje olše lepkavá (Alnus glutinosa) a jasan ztepilý (Fraxinus excelsior), uměle byly vysázeny javory klen i mléč (Acer pseudoplatanus, Acer platanoides), lípa malolistá (Tilia cordata) a topol osika (Populus tremula).

### Fauna

#### Bezobratlí
Fauna bezobratlých je vázána hlavně na bukové porosty, rozkládající se dřevo a listovou opadanku. Z brouků se zde vyskytují zástupci rodu Notiophylus, dále střevlík zahradní (Carabus hortensis), roháček bukový (Synodendron cylindricum), chrobák velký (Geotrupes stercorarius), pod kůrou se vyskytují tesaříci rodu Rhagium. Motýli jsou zastoupeni běžnými druhy, např. babočkou síťovanou (Araschnia levana) ale i druhy vázanými na listnaté lesy, jako jsou Stigmella tityrella, Aglia tau a Adela reaumurella. V opadaném listí můžeme nalézt stonohy rodu Cryptops a pavouky slíďáka hajního (Pardosa lugubris) a pacedivku zemní (Coelotes terrestris).

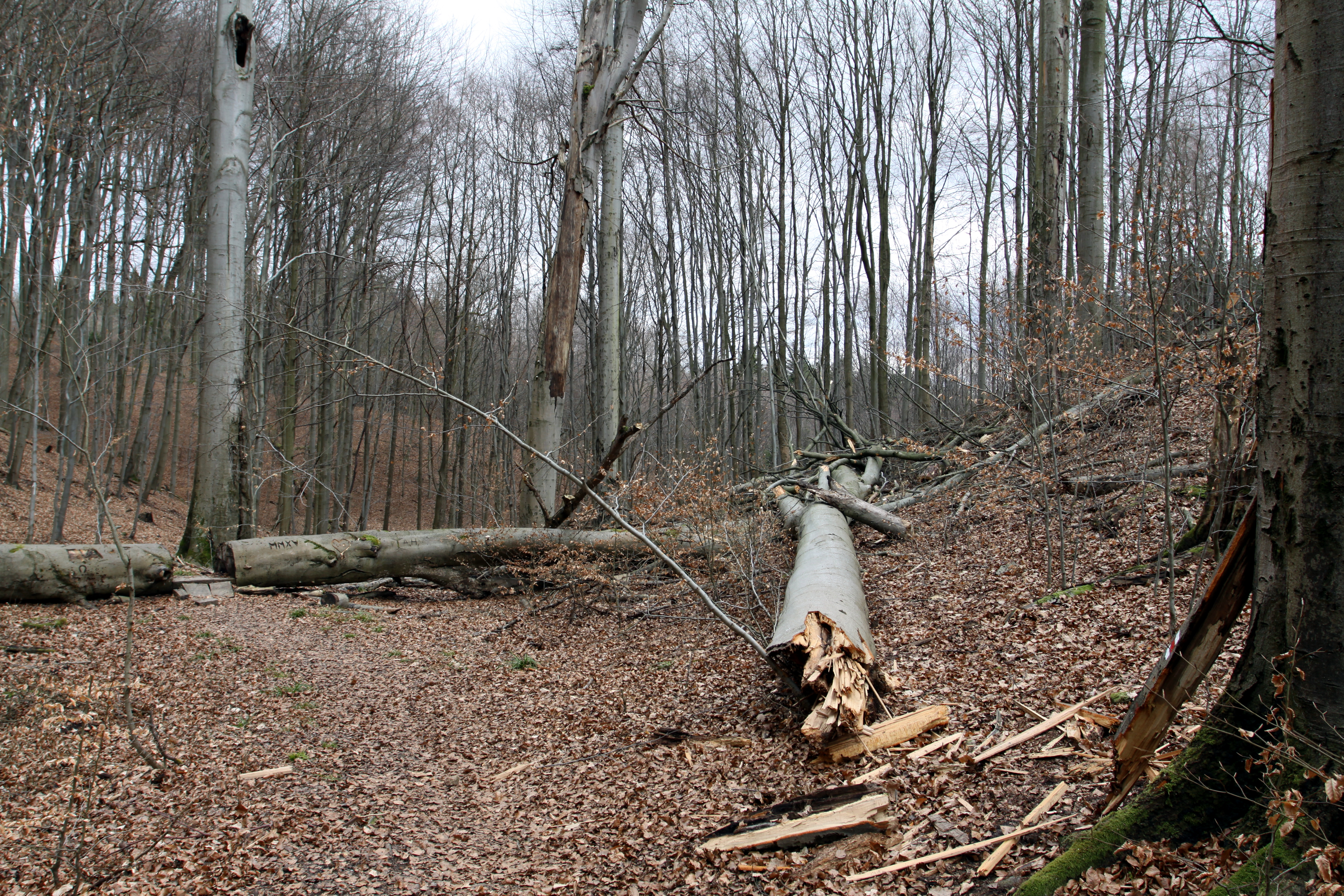
V rámci přírodní rezervace se nachází řada starých stromů na sklonku svého života či čerstvě sražených větrem

V zimě můžeme na sněhu nalézt také sněžnici matnou (Boreus hiemalis), poskoka měnlivého (Isotoma viridis) nebo pavoučnici sněžní (Chionea lutescens). Lokalita Grybla je místem prvního popsaného nálezu roztoče Trachytes Irenae, kterého popsal P. Pecina v roce 1970. Na vlhčích svazích panské skály (jižní svah) můžeme nalézt i zástupce měkkýšů.

#### Obratlovci
Z ochranářského hlediska je velmi významný výskyt mloka skvrnitého (Salamandra salamandra), který je vázán na čisté potoky v jižní části území. Dále je lokalita významná výskytem hájových druhů ptáků, kteří zde hnízdí, což jsou např. datel černý (Dryocopus martius), ořešník kropenatý (Nucifraga caryocatactes), lejsek malý (Ficedula parva) nebo holub doupňák (Columba oenas). Pozorováni byli i jestřáb lesní (Accipiter gentilis) a kavka obecná (Corvus monedula). V dutinách po datlu hnízdí také puštík obecný (Asio otus). Mimoto žije na lokalitě řada běžných druhů savců - srnčí a mufloní zvěř a prase divoké (Sus scrofa).

## Ochrana přírody

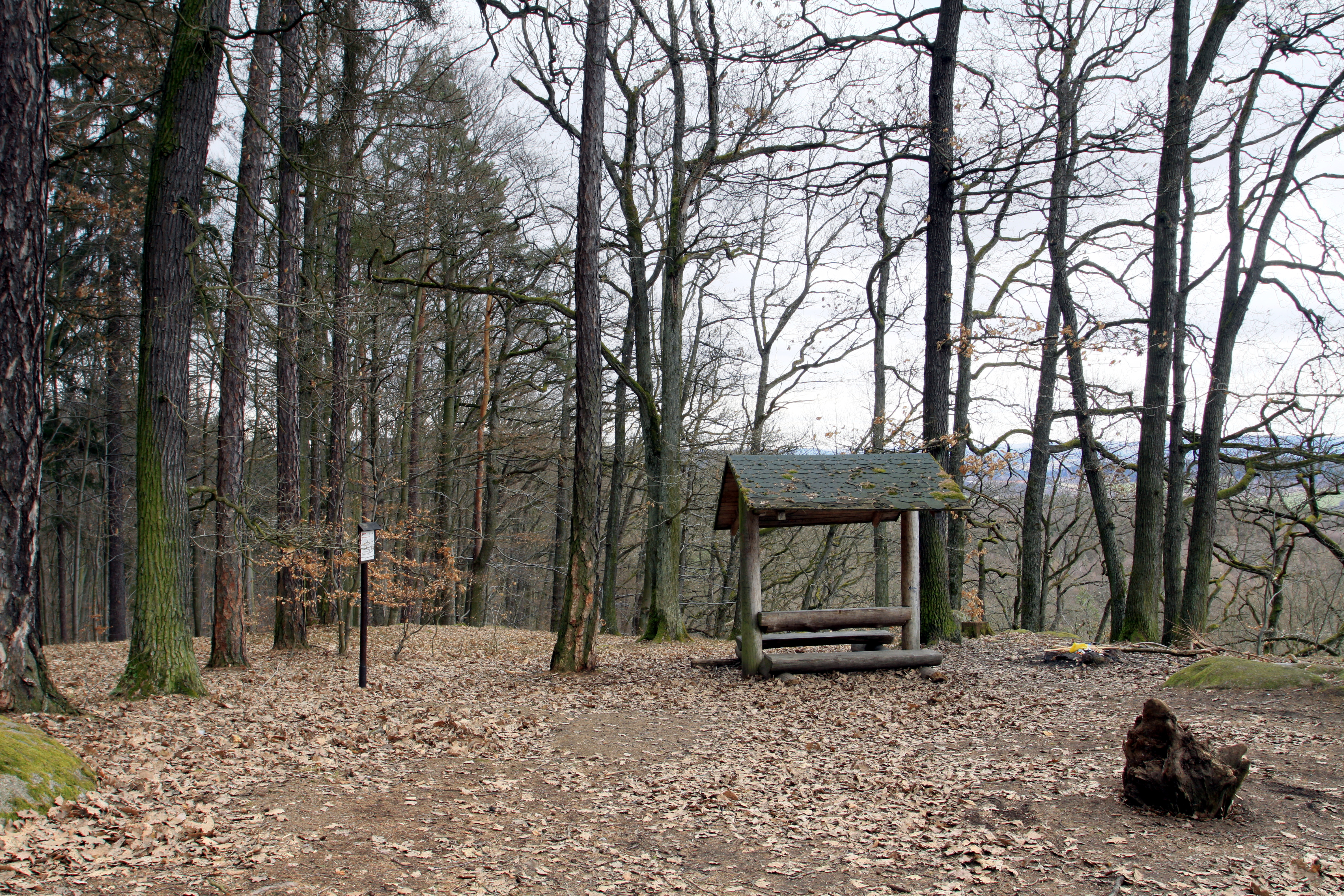
Na lokalitě se nachází dvojice přístřešků s posezením

V letech 2006–2015 se ochrana přírody řídila plánem péče, podle kterého by se měl především zachovat přirozený charakter lesů, tedy nevysazovat nepůvodní druhy dřevin a preferovat místní druhy a tam, kde je to možné v nejvyšší možné míře nechat prostor přirozené obnově. Pokud už se přistoupí k umělé obnově, mělo by být vyloučeno použití smrku a borovice (nanejvýš jako výplňových dřevin) a naopak by se měly vysazovat listnaté dřeviny podle svého biotopu a z jehličnanů jedle bělokorá. Původní bukové doubravy vyžadují jemnější péči a jen maloplošné zásahy. Vzhledem k lesnímu hospodářství, které počítá s výsadbou smrku a borovice na těžbu, se doporučuje vysazovat spolu s těmito dřevinami i jiné vtroušené dřeviny pro zvýšení ekologické stability a usnadnění budoucí obnovy. Při těžbě dřeva se vyhnout použití těžkých strojů. Aby se usnadnilo přirozené omlazování lesa, je zapotřebí redukovat počty srnčí a kančí zvěře a zvěř nepřikrmovat. Mimo jiné uvádí plán péče i omezení pokusů o táboření a horolezectví.
Nejvýznamnějším škodlivým vlivem v chráněném území je bezohlednost některých turistů, rozdělávání ohňů, táboření, odhazování odpadků, zejména kolem vyhlídky na Panské skále. Dále nadměrné odstraňování padlých stromů a kácení doupných stromů, kde hnízdí vzácné ptačí druhy. Pokud se přemnoží zvěř, která okusuje mladé stromky, může to představovat problém, protože se les nemůže přirozeně omlazovat. Toto se týká hlavně mufloní zvěře. Na některých místech se lezci pokoušejí o výstupy na velké balvany. Existuje tu velké množství značených tras.